# Lukáš Červ
Lukáš Červ (* 10. dubna 2001 Praha) je český profesionální fotbalista, který hraje na pozici středního záložníka za český klub FC Viktoria Plzeň a za Český národní tým.

## Klubová kariéra

### Mládež
Červ hrál od malička v celku z pražského Xaverova, odkud přes Viktorii Žižkov zamířil do pražské Slavie, odkud v roce 2011 odešel do dalšího pražského celku, tentokrát do Meteoru, odkud se v roce 2017 vrátil zpět do Slavie. Se Slavií se stal mistrem dorostenecké ligy v kategoriích U17 a U19.
V sešívaném dresu odehrál celkem 46 utkání v mládežnických kategoriích, z toho 27 za U19, za kterou dal také 9 gólů, 13 utkání odehrál za B-tým, kde vstřelil 2 góly a dalších 6 zápasů odehrál v Juniorské Lize UEFA, kde vsítil další 2 góly.

### Slavia Praha
Za A-tým Slavie si připsal jen jeden soutěžní start, a to když nastoupil ve FORTUNA:LIZE na posledních 13 minut 4. kola skupiny o titul v sezóně 2019/20.
Sezónu 2020/21 strávil na ročním hostování v druholigové Jihlavě, v jejímž dresu vstřelil 8 branek ve 27 soutěžních zápasech.
V létě 2021 zamířil na další hostování, tentokráte do Pardubic. V české nejvyšší soutěži odehrál dohromady 22 zápasů, ve kterých vstřelil 2 branky.

### Slovan Liberec
Červ přestoupil v červnu 2022 ze Slavie do Liberce, s nímž podepsal dlouhodobou smlouvu. Pražané si ale ponechali právo zpětného odkupu za předem určenou částku. V libereckém dresu se rychle etabloval jako stabilní člen základní sestavy a v sezóně 2022/23 patřil k nejvytěžovanějším hráčům celého týmu.
Svými výkony na sebe upozornil a v létě 2023 o jeho služby stála pražská Sparta. Mládežnický reprezentant byl domluvený na podmínkách smlouvy se Spartou, transfer ale nakonec ztroskotal kvůli klauzuli Slavie Praha o zpětném odkupu, která přestup zablokovala.
Červ tak pokračoval v sezóně 2023/24 v Liberci, kde si udržel místo v základní sestavě.

### Viktoria Plzeň
V lednu 2024 přestoupil Červ do Viktorie Plzeň. Červ nejprve formálně přestoupil do Slavie Praha, která držela předkupní právo, a následně, jako součást přestupu Jindřicha Staňka z Plzně do Slavie, se přesunul společně s Matějem Valentou do plzeňské Viktorie. V plzeňském dresu debutoval 10. února při ligové remíze 1:1 s Mladou Boleslaví. Během jarní části sezóny 2023/24 se Červ stal stabilním členem základní sestavy trenéra Miroslava Koubka a byl poprvé povolán do české reprezentace. 7. března se objevil v základní sestavě utkání osmifinále Konferenční ligy proti Servette. S Viktorií Plzeň Červ postoupil přes švýcarský tým až do čtvrtfinále, kde Západočeši nestačili na italskou Fiorentinu. 24. dubna Červ gólem a asistencí přispěl k výhře 3:0 nad Zlínem v semifinále českého poháru. 22. května odehrál Červ celé finálové utkání proti pražské Spartě, Plzeň utkání prohrála 1:2. Na ligové scéně skončila Viktoria na konečné třetí příčce. V jarní části sezóny odehrál Červ 23 utkání, vstřelil 1 branku a přidal 4 asistence.
Červ začal sezónu 2024/25 jako jeden z klíčových hráčů plzeňského mužstva. V utkání čtvrtého kola české nejvyšší soutěže se střelecky prosadil do sítě Karviné, šlo o jeho první branku v české lize v plzeňském dresu.

## Reprezentační kariéra
Česko reprezentoval v kategoriích do 18 a 19 let. V mladší kategorii odehrál 14 zápasů, ve kterých se gólově neprosadil. Ve výběru do 19 let odehrál 9 zápasů a dal jednu branku.
Červ byl po svých výkonech v dresu Plzně poprvé povolán v červnu 2024 do české reprezentace trenérem Ivanem Haškem. Svůj reprezentační debut si odbyl 7. června 2024, když naskočil do závěru utkání proti Maltě. Červ byl povolán i na závěrečný turnaj EURO 2024, kde však neodehrál jedinou minutu a jen z lavičky sledoval vypadnutí českého týmu už v základní skupině.